# Fiskbæk Sogn
Fiskbæk Sogn er et sogn i Viborg Domprovsti (Viborg Stift).
I 1800-tallet var Fiskbæk Sogn og Romlund Sogn annekser til Vorde Sogn. Alle 3 sogne hørte til Nørlyng Herred i Viborg Amt. Vorde-Fiskbæk-Romlund sognekommune blev ved kommunalreformen i 1970 indlemmet i Viborg Kommune.
I Fiskbæk Sogn ligger Fiskbæk Kirke.
I sognet findes følgende autoriserede stednavne:
- Fiskbæk (bebyggelse, ejerlav)
- Fiskbæk Å (vandareal)
- Løgstrup (bebyggelse, ejerlav)
- Meldgårde (bebyggelse, ejerlav)
- Rogenstrup (bebyggelse, ejerlav)